# Rúbaň
Rúbaň é um município da Eslováquia, situado no distrito de Nové Zámky, na região de Nitra. Tem 16,11 km² de área e sua população em 2018 foi estimada em 940 habitantes.

## Demografia
| Ano:        | 1994 | 2004    | 2014   | 2024  |
| ----------- | ---- | ------- | ------ | ----- |
| Broj ljudi: | 1084 | 934     | 1000   | 901   |
| Razlika:    |      | -13,83% | +7,06% | -9,9% |

| Ano:               | 2023 | 2024   |
| ------------------ | ---- | ------ |
| Número de pessoas: | 898  | 901    |
| Diferença:         |      | +0,33% |